# Strumaria discifera
Strumaria discifera là một loài thực vật có hoa trong họ Amaryllidaceae. Loài này được Marloth ex Snijman miêu tả khoa học đầu tiên năm 1992.